# Entella orientalis
Entella orientalis es una especie de mantis de la familia Mantidae.

## Distribución geográfica
Se encuentra en Mozambique, Tanzania y Transvaal (Sudáfrica).